# Barão de Manique do Intendente
Barão de Manique do Intendente é um título nobiliárquico criado por D. João, Príncipe Regente de D. Maria I de Portugal, por Decreto de 10 de Abril de 1801, em favor de Pedro António de Pina Manique de Brito Nogueira de Matos de Andrade, antes 2.º Senhor de Manique do Intendente e depois 1.º Visconde de Manique do Intendente.
Titulares
1. Pedro António de Pina Manique de Brito Nogueira de Matos de Andrade, 2.º Senhor, 1.º Barão e 1.º Visconde de Manique do Intendente.